# Takahito, Príncipe Mikasa
Takahito, Príncipe Mikasa (em japonês: 三笠宮崇仁親王; Tóquio, 2 de dezembro de 1915 — Tóquio, 27 de outubro de 2016) foi um membro da Casa Imperial do Japão. Ele foi o quarto e filho mais novo do Imperador Taisho e da Imperatriz Teimei e foi o último filho sobrevivente. Seu irmão mais velho era o imperador Shōwa. Depois de servir como oficial júnior de cavalaria no Exército Imperial Japonês durante a Segunda Guerra Mundial, o príncipe embarcou em uma carreira pós-guerra como estudioso e professor de meio período em estudos do Oriente Médio e idiomas semíticos.
Com a morte de sua cunhada, Kikuko, princesa Takamatsu, em 17 de dezembro de 2004, ele se tornou o membro mais velho da Casa Imperial do Japão. Até a sua morte, aos 100 anos, o príncipe Takahito era o príncipe vivo mais velho da casa imperial e da linha de sucessão.

## Biografia

### Família e carreira militar

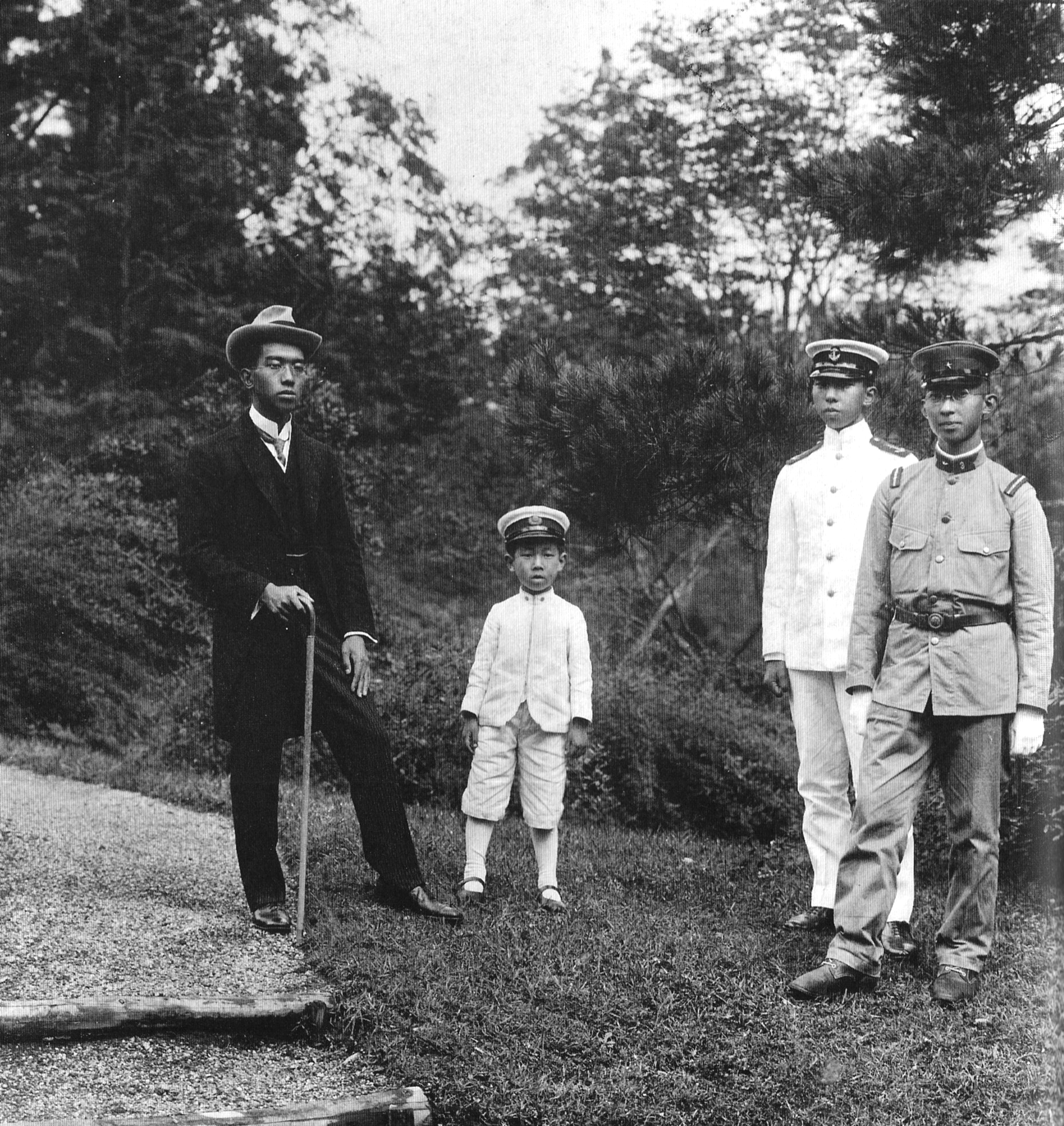
Takahito (criança) ao lado de seus irmãos mais velhos, em 1921.

O príncipe Takahito nasceu no Palácio Imperial, em Tóquio, durante o terceiro ano do reinado de seu pai. Na infância, era chamado de Príncipe Sumi. Entre 1922 e 1932, ele fez sua educação elementar e secundária em Gakushuin, instituição que, à época, educava meninos da nobreza japonesa.
Quando seu irmão mais velho, Hirohito, ascendeu ao Trono do Crisântemo, os demais irmãos de Takahito, o Príncipe Chichibu e o Príncipe Takamatsu, já haviam entrado no Exército Imperial Japonês e na Marinha Imperial Japonesa, respectivamente. Ele foi então matriculado na Academia Militar, sendo comissionado como subtenente do 5.° Regimento de Cavalaria, em junho de 1936.
Quando adquiriu maioridade em dezembro de 1935, seu irmão, o imperador, concedeu-lhe o título título de Príncipe Mikasa e a autorização de estabelecer um novo ramo na Casa Imperial, isto é, contrair matrimônio e ter filhos.
O Príncipe Mikasa foi elevado a tenente em 1937; a capitão em 1939; e a major em 1941. Ele serviu como oficial de Estado-Maior no quartel das Forças Expedicionárias do Japão em Nanquim, China, entre janeiro de 1943 e janeiro de 1944. Depois, serviu como oficial de Estado-Maior no Quartel Geral Imperial, em Tóquio, até a rendição incondicional japonesa em agosto de 1945.
Em 1994, um jornal revelou que, durante a Guerra do Pacífico, o Príncipe Mikasa escrevera uma polêmica indiciação da conduta do Exército Imperial do Japão na China, tendo testemunhado as atrocidades japonesas contra civis chineses. Embora o documento tivesse sido abafado, restara uma cópia, que circulou naquele ano. Faleceu em 2016 aos 100 anos de idade

### Casamento e filhos
No dia 22 de outubro de 1941, o príncipe Mikasa desposou Yuriko Takagi (nascida em 1923), a segunda filha do visconde Masanori Takagi. O príncipe e Yuriko Mikasa tiveram cinco filhos, dos quais duas ainda estão vivas. As duas filhas do casal deixaram a Casa Imperial com seus casamentos.
- Yasuko Konoe  (26 de abril de 1944), nascida Princesa Yasuko de Mikasa; desposou, em 16 de dezembro de 1966, Tadateru Konoe, neto adotado do ex-primeiro-ministro Fumimaro Konoe e primo do também ex-primeiro-ministro Morihiro Hosokawa. Tadateru é o atual presidente da Sociedade da Cruz Vermelha do Japão. Eles têm um filho, Tadahiro.

- Tomohito de Mikasa (5 de janeiro de 1946 - 6 de junho de 2012); desposou, em 7 de novembro de 1980, Nobuko de Mikasa, terceira filha do empresário Takakichi Aso e irmão ex-primeiro-ministro do Japão Tarō Asō. Nobuko é também neta do ex-primeiro-ministro Shigeru Yoshida. O casal teve duas filhas.

- Yoshihito Mikasa (11 de fevereiro de 1948 - 8 de junho de 2014); não foi casado.

- Masako Sen (23 de outubro de 1951), nascida Princesa Masako de Mikasa; desposou, em 14 de outubro de 1983, Masayuki Sen, o décimo sexto grão-mestre hereditário (iemato) da Escola de Cerimônia do chá Urasenke. Eles têm três filhos: Akifumi, Takafumi e Makiko.

- Norihito (29 de dezembro de 1954 — 21 de novembro de 2002); desposou, em 6 de dezembro de 1984, Hisako Takamado, filha mais velha de Shigejiro Tottori, ex-presidente da Matsui & Co. na França. O casal teve três filhas.

### Visita ao Brasil

Príncipe Takahito Mikasa quando visitou o Brasil em 1958. Arquivo Nacional.

Em 1958, por ocasião do cinquentenário da imigração japonesa, o então jovem Príncipe Mikasa veio ao Brasil para participar das comemorações. Juscelino Kubitschek trouxe-o para conhecer Brasília (em construção), onde, após um almoço no Palácio da Alvorada, o ex-presidente brasileiro quis apresentá-lo aos colonos japoneses. Embora o embaixador japonês no Brasil tivesse explicado a ele o protocolo imperial, que proíbe qualquer cidadão comum de ficar muito próximo de um membro da Casa Imperial, Juscelino desobedeceu a tradição. Os imigrantes japoneses emudeceram e, logo depois, choraram com a presença do Príncipe Mikasa. Esteve na cidade de Marília, São Paulo, em 22 de junho de 1958 onde foi recebido pelo prefeito Miguel Argolo Ferrão, em solenidade diante de autoridades locais, inaugurou um Jardim e plantou um ipê no Paço Municipal de Marília. O monumento feito em pedra rústica esta neste Jardim com os dizeres: "Este ipê  foi plantado por sua Alteza Imperial o Príncipe Mikasa". Marília, 22 de Junho de 1958".  
Ele também esteve em Santos, onde foi recebido pelo então prefeito Sílvio Fernandes Lopes. Esteve também, no Museu Nacional no Rio de Janeiro.

### Carreira pós-guerra
Após a guerra, o Príncipe Mikasa estudou na Faculdade de Literatura da Universidade de Tóquio, estudando arqueologia, o Oriente Médio e línguas semitas. Desde 1954, ele dirigiu a Sociedade Japonesa de Estudos do Oriente Médio, realizando palestras em várias universidades do país e do exterior, tais como a Universidade de Londres.

## Títulos e estilos
- 02 de dezembro de 1915 - 02 de dezembro de 1935: Sua Alteza Imperial o príncipe Sumi
- 02 de dezembro de 1935 - 27 de outubro de 2016: Sua Alteza Imperial o príncipe Mikasa